# 克拉列維察

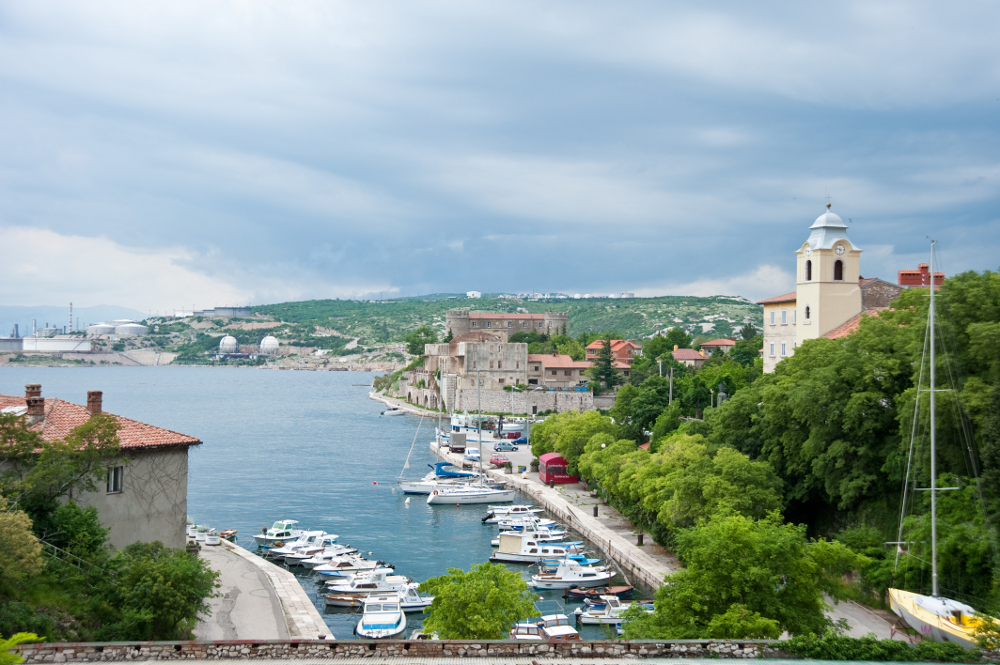
克拉列维察景观

克拉列維察是克羅地亞的城鎮，位於該國西部，距離首都薩格勒布151公里，由濱海和山區縣負責管轄，面積17平方公里，該地區自史前時代有人類居住，2001年人口4,579。
45°16′N 14°34′E / 45.267°N 14.567°E